# Anita Yuen Wing-Yi
Anita Yuen Wing-Yi (Hongkong, 4 september 1971) is een Hongkongse soapactrice en filmactrice. In 1990 won ze als achttienjarige de eerste prijs bij de Miss Hong Kong Pageantverkiezing. Een jaar later vertegenwoordigde ze Hongkong op de Miss Chinese International Pageant. Bij de Miss Universe 1991 eindigde ze op de zestigste plaats. Anita's echtgenoot is acteur en zanger Julian Cheung. 
Op 12 november beviel ze in Matilda International Hospital (ziekenhuis in Victoria Peak) van een zoon. Op 11 november 2007 startte ze met een comeback en ging ze weer werken bij TVB.

## Filmografie
- Love Exchange (2008)
- Protege (2007)
- Love's Lone Flower (2005) - Gu Lianhua
- Love Trilogy (2004) - Chui
- The River Flows Eastwards (2004) serie - Sufen
- Kung Fu Girls (2003)
- "The Monkey King" (2002) serie - The Goddess of Nine Heaven
- Chor Lau Heung (2001) serie - Song Xi Hu
- Don't Look Back... Or You'll Be Sorry!! (2000) - Lisa
- Lensman: Power of the Lens (2000) (voice)
- Dragon Heat (2000)
- State of Divinity (2000) serie
- Hua Mu Lan (1999) serie
- Enter the Eagles (1998) - Lucy
- Anna Magdalena (1998) - Assistant Editor
- Till Death Do Us Part (1998) - BoBo
- A Chinese Ghost Story: The Tsui Hark Animation (1997) (voice, Cantonese version) - Xiaoqian
- Hong Kong Night Club (1997) - Cora
- God of Gamblers 3: The Early Stage (1997) - Seven
- He Comes from Planet K (1997) - Moon
- Up for the Rising Sun (1997)
- The Wedding Days (1997) - Rachel Lam
- Entrance of the P-Side (1996) - Yip Yuk-Sum
- Tristar (1996) - Bai Xuehua
- Till Death Do Us Laugh (1996) - Yuen Siu-Wen
- Who's the Woman, Who's the Man (1996) - Lam Chi Wing
- Twinkle Twinkle Lucky Star (1996) - Beautiful
- Heaven Can't Wait (1995) - Moon Lady
- Just Married (1995)
- The Chinese Feast (1995) - Au Ka-Wai
- The Age of Miracles (1995) - Mevrouw Sheung
- Tragic Commitment (1995) - Lam Hiu-Tung
- Thunderbolt (1995) - Amy Yip
- The Golden Girls (1995) - Mei-Ball
- I Want to Go on Living (1995) - Yip Fan
- 01:00 A.M. (1995) - Fong Siu-Yin
- Tricky Business (1995) - Moon
- From Beijing with Love (1994) - Siu Kam
- He's a Woman, She's a Man (1994) - Lam Chi Wing
- C'est la vie, mon chéri (1994) - Min
- Crystal Fortune Run (1994) - Ko Kit
- The True Hero (1994) - Hung
- I've Got You, Babe (1994) - Ron
- The Worth of Silence (1994) - Kwong Mei-Chi
- Crossings (1994) - Mo-yung
- It's a Wonderful Life (1994) - Shou-Kit Ho
- He & She (1994) - Tai Lok-Yee
- I Will Wait for You (1994) - Cheung Wai-Sum
- Taste of Killing and Romance (1994) - Yu-Feng
- Whatever You Want (1994) - Ko Sau-Ping
- Tears and Triumph (1994) - Sai Ming-Jun
- A Warrior's Tragedy (1993) - Ting Ling-Lam
- Prince of Portland Street (1993) - Yao-Yao
- Tom, Dick, and Hairy (1993) - Fong
- The Incorruptible (1993) - Joss Lee
- Deadly China Hero (1993) - Miss Nine
- Legend of the Liquid Sword (1993) - Red
- Sword Stained with Royal Blood (1993) - Jade Ho
- He Ain't Heavy, He's My Brother (1993) - Yee/Lynn
- The Days of Being Dumb (1992) - Jane
- Handsome Siblings  (1992) - Madam Ti

- Bibliothèque nationale de France: cb14240965z (data)
- Gemeinsame Normdatei: 121594103X
- International Standard Name Identifier: 0000 0001 1884 383X
- Library of Congress Control Number: n96097740
- MusicBrainz: 74fced78-4848-4874-b3a2-47c172a872c0
- Nationale Bibliotheek van Israël: 987007322493605171
- Nationale Bibliotheek van Polen: a0000001785346
- Nederlandse Thesaurus van Auteursnamen: 363434089
- Système universitaire de documentation: 107088339
- Virtual International Authority File: 53422364
- WorldCat: E39PBJd3JjmTW9jJrQQYdr6HYP